# Роузен
Роузен (енгл. Roseanne) америчка је телевизијска комедија ситуације коју је створио Мет Вилијамс за ABC. Роузен Бар тумачи Роузен Конер, а сама серија се врти око њене породице у измишљеном граду у Илиноису. Приказивана је од 18. октобра 1988. до 20. маја 1997. године, а потом накратко од 27. марта до 22. маја 2018.
Добила је позитивне рецензије критичара због реалистичног приказа америчке породице радничке класе. Остварила је велики успех, а неко време била и најгледанији програм на телевизији у САД. Због контроверзног твита Роузен Бар, створена је серија Конери у којој она не глуми.

## Улоге
| Глумац         | Улога                  |
| -------------- | ---------------------- |
| Роузен Бар     | Роузен Конер           |
| Џон Гудман     | Ден Конер              |
| Лори Меткалф   | Џеки Харис             |
| Мајкл Фишман   | Ди Џеј Конер           |
| Сара Гилберт   | Дарлин Конер           |
| Леси Горансон  | Беки Конер Хили        |
| Натали Вест    | Кристал Андерсон Конер |
| Ема Кени       | Харис Конер Хили       |
| Ејмс Макнамара | Марк Конер Хили        |
| Џејден Реј     | Мери Конер             |

## Епизоде
| Сезона | Сезона | Епизоде | Епизоде | Оригинално емитовање | Оригинално емитовање |
| Сезона | Сезона | Епизоде | Епизоде | Премијера            | Финале               |
| ------ | ------ | ------- | ------- | -------------------- | -------------------- |
|        | 1.     | 23      | 23      | 18. октобар 1988.    | 2. мај 1989.         |
|        | 2.     | 24      | 24      | 12. септембар 1989.  | 8. мај 1990.         |
|        | 3.     | 25      | 25      | 18. септембар 1990.  | 14. мај 1991.        |
|        | 4.     | 25      | 25      | 17. септембар 1991.  | 12. мај 1992.        |
|        | 5.     | 25      | 25      | 15. септембар 1992.  | 18. мај 1993.        |
|        | 6.     | 25      | 25      | 14. септембар 1993.  | 24. мај 1994.        |
|        | 7.     | 26      | 26      | 21. септембар 1994.  | 24. мај 1995.        |
|        | 8.     | 25      | 25      | 19. септембар 1995.  | 21. мај 1996.        |
|        | 9.     | 24      | 24      | 17. септембар 1996.  | 20. мај 1997.        |
|        | 10.    | 9       | 9       | 27. март 2018.       | 22. мај 2018.        |